# Grand Prix de Denain 2015
Il Grand Prix de Denain 2015, cinquantasettesima edizione della corsa e valevole come evento dell'UCI Europe Tour 2015 categoria 1.1, si svolse il 16 aprile 2015 su un percorso di 198,2 km. La vittoria fu appannaggio del francese Nacer Bouhanni che terminò la gara in 4h29'25", alla media di 44,140 km/h, precedendo il belga Boris Vallée e il francese Rudy Barbier.
Sul traguardo di Denain 124 ciclisti, su 133 partenti, portarono a termine la competizione.

## Squadre e corridori partecipanti
| N.    | Cod. | Squadra                      |
| ----- | ---- | ---------------------------- |
| 1-8   | COF  | Cofidis, Solutions Crédits   |
| 11-18 | ALM  | AG2R La Mondiale             |
| 21-26 | FDJ  | FDJ                          |
| 31-38 | LTS  | Lotto-Soudal                 |
| 41-48 | AND  | Androni Giocattoli-Sidermec  |
| 51-58 | BAR  | Bardiani-CSF                 |
| 61-68 | BSE  | Bretagne-Séché Environnement |
| 71-78 | CLT  | Cult Energy Pro Cycling      |
| 81-87 | ROP  | Roompot Oranje Peloton       |

| N.      | Cod. | Squadra                     |
| ------- | ---- | --------------------------- |
| 91-98   | STH  | Southeast Pro Cycling Team  |
| 101-108 | EUC  | Team Europcar               |
| 111-118 | TSV  | Topsport Vlaanderen-Baloise |
| 121-128 | WGG  | Wanty-Groupe Gobert         |
| 131-138 | ADT  | Armée de Terre              |
| 141-148 | AUB  | HP BTP-Auber 93             |
| 151-158 | RLM  | Roubaix-Lille Métropole     |
| 161-168 | M13  | Team Marseille 13-KTM       |
| 171-178 | WBC  | Wallonie-Bruxelles          |

## Ordine d'arrivo (Top 10)

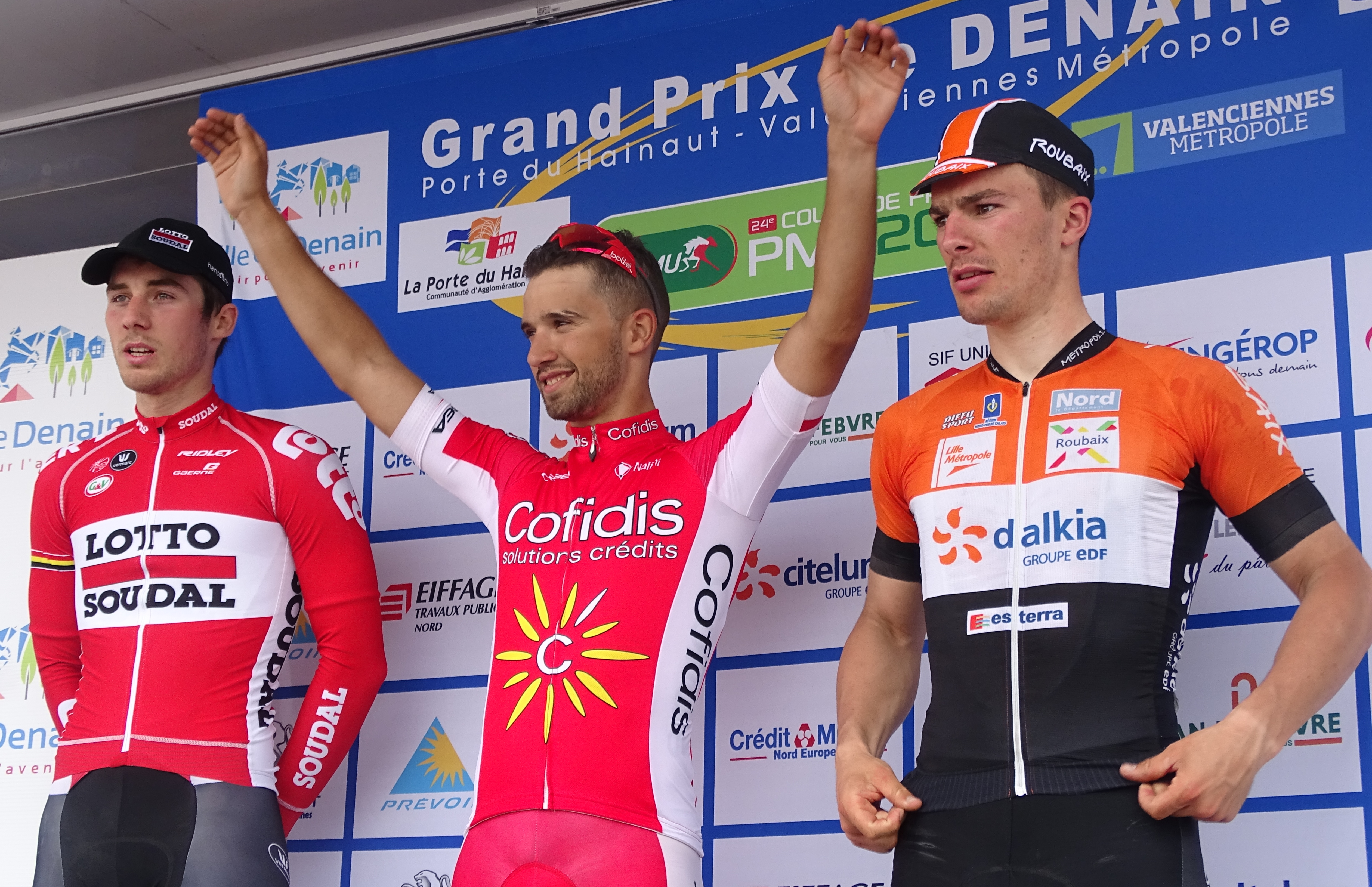
Il podio: Boris Vallée (2º), Nacer Bouhanni (1º) e Rudy Barbier (3º)

| Pos. | Corridore       | Squadra      | Tempo    |
| ---- | --------------- | ------------ | -------- |
| 1    | Nacer Bouhanni  | FDJ          | 4h29'25" |
| 2    | Boris Vallée    | Lotto-Soudal | s.t.     |
| 3    | Rudy Barbier    | Roubaix      | s.t.     |
| 4    | Raymond Kreder  | Roompot      | s.t.     |
| 5    | Samuel Dumoulin | AG2R         | s.t.     |
| 6    | Alexis Bodiot   | Armée de Te. | s.t.     |
| 7    | Nicola Ruffoni  | Bardiani     | s.t.     |
| 8    | Lorrenzo Manzin | FDJ          | s.t.     |
| 9    | Timothy Dupont  | Roubaix      | s.t.     |
| 10   | Bryan Coquard   | Europcar     | s.t.     |